# Nordausläufer Westerberg
Koordinaten: 49° 57′ 45″ N, 8° 2′ 18″ O

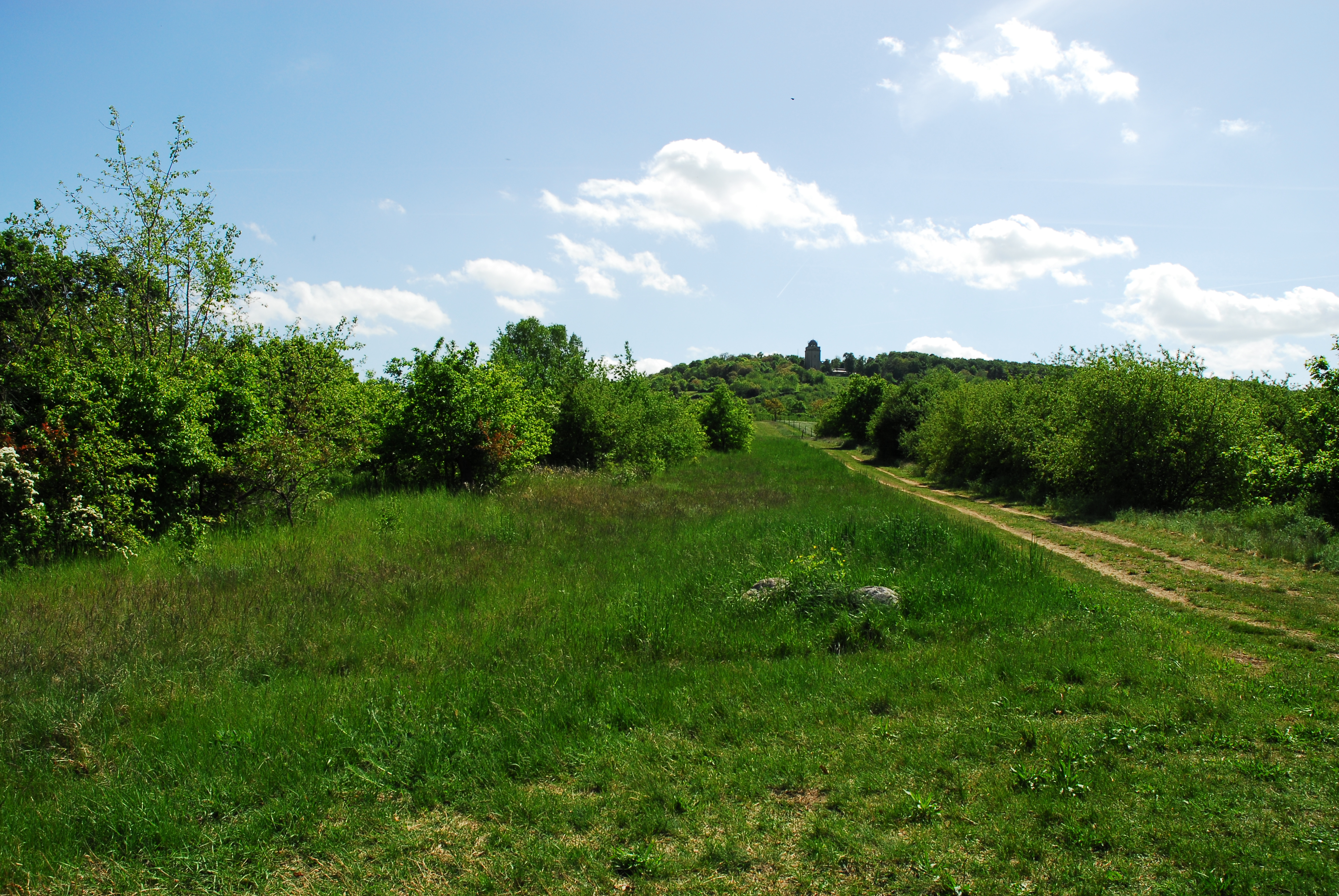
Naturschutzgebiet Nordausläufer Westerberg (Mai 2015)

Das Naturschutzgebiet Nordausläufer Westerberg liegt auf dem Gebiet des Landkreises Mainz-Bingen in Rheinland-Pfalz. Das 180,41 ha große Naturschutzgebiet, das mit Verordnung vom 30. Juni 2003 unter Naturschutz gestellt wurde, erstreckt sich zwischen den Städten Gau-Algesheim im Westen und Ingelheim am Rhein im Osten. Am östlichen Rand des Gebietes verläuft die Landesstraße L 428, unweit nördlich die L 419 und weiter nördlich entfernt die A 60.